# Liste der Kulturdenkmale in Niebüll
In der Liste der Kulturdenkmale in Niebüll sind alle Kulturdenkmale der schleswig-holsteinischen Gemeinde Niebüll (Kreis Nordfriesland) aufgelistet (Stand: 30. Juni 2025).

## Legende
In den Spalten befinden sich folgende Informationen:
- Objekt-ID: die Nummer des Kulturdenkmales
- Lage: die Adresse des Kulturdenkmales und die geographischen Koordinaten. Kartenansicht, um Koordinaten zu setzen. In der Kartenansicht sind Kulturdenkmale ohne Koordinaten mit einem roten Marker dargestellt und können in der Karte gesetzt werden. Kulturdenkmale ohne Bild sind mit einem blauen Marker gekennzeichnet, Kulturdenkmale mit Bild mit einem grünen Marker.
- Offizielle Bezeichnung: Bezeichnung des Kulturdenkmales
- Beschreibung: die Beschreibung des Kulturdenkmales
- Bild: ein Bild des Kulturdenkmales

## Sachgesamtheiten
| Objekt-ID      | Lage                                                                                     | Offizielle Bezeichnung                              | Beschreibung | Bild                             |
| -------------- | ---------------------------------------------------------------------------------------- | --------------------------------------------------- | --- | -------------------------------- |
| 38216          | Am Rollwagenzug 5 (54° 49′ 1″ N, 8° 47′ 15″ O)                                           | Bauernhof                                           | Bauernhof; Bauernhaus 2. Hälfte 19. Jh.; Stall um 1900; Bauernhaus eingeschossiger Halbwalmdachbau mit Backengiebel, Ziegelfassade und Reetdeckung; parallel dazu Stallscheune, zweigeschossiger Satteldachbau mit Lootor und niedrigem Verbindungsbau; Warft mit Garten und Baumkranz - Begründung: geschichtlich, Kulturlandschaft prägend - Schutzumfang: Bauernhaus, Stallscheune, Warft mit Garten | BW                               |
| 29245          | Bahnhofstraße 6, Bahnhofstraße (54° 47′ 22″ N, 8° 50′ 4″ O)                              | Bahnhof Niebüll                                     | Bahnhof Niebüll; Ensemble bestehend aus fünf Backsteingebäuden: Bahnhofsgebäude von 1887; zwei Stellwerke von 1926; ein Wasserturm, im Kern von 1908; ehemaliges Empfangsgebäude der Kleinbahn Niebüll-Dagebüll, vermutlich von 1926 - Begründung: geschichtlich, städtebaulich, technisch - Schutzumfang: Bahnhofsgebäude, Wasserturm, Stellwerk Nf, Stellwerk Ns (Bahnhofstraße), Kleinbahnhof (Bahnhofstraße 6) | weitere Fotos \| Fotos hochladen |
| 40633 Wikidata | Deezbüller Straße (54° 46′ 40″ N, 8° 48′ 53″ O)                                          | Apostelkirche Deezbüll                              | Apostelkirche Deezbüll; 13.-20. Jh.; Ensemble aus Saalkirche (im Kern 13. Jahrhundert) mit rechteckigem Chorschluss (1751) und Westturm (1964) sowie Ausstattung des 12./13. bis 19. Jh. und drei Grabplatten; Kirchhof mit Feldsteinböschungsmauer und Friedhofspforte; Grabmal des Künstlers Carl Ludwig Jessen (1917) - Begründung: geschichtlich, künstlerisch, städtebaulich, Kulturlandschaft prägend - Schutzumfang: Apostelkirche Deezbüll mit Ausstattung, Grabplatten; Kirchhof mit Feldsteinböschungsmauer, Friedhofspforte; Grabmal Carl Ludwig Jessen                                                                                                 | weitere Fotos \| Fotos hochladen |
| 32908          | Friedrich-Paulsen-Straße 5, 6, 8, Friedrich-Paulsen-Straße (54° 47′ 12″ N, 8° 49′ 25″ O) | Friedrich-Paulsen-Gymnasium                         | Friedrich-Paulsen-Gymnasium; 1923–25 u. 1930, Architekt Hubert Lütcke; Schulensemble bestehend aus dreiflügeligem Schulbau, ehem. Schülerwohnheim und Lehrerwohnhaus sowie einer rechteckigen Parkanlage, um welche die Gebäude gruppiert sind, alle Bauten in Backstein unter Walmdächern in expressionistisch beeinflusster Architektursprache der Heimatschutzarchitektur ausgeführt - Begründung: geschichtlich, künstlerisch, städtebaulich - Schutzumfang: Friedrich-Paulsen-Gymnasium mit Ausstattung Direktorenzimmer (Friedrich-Paulsen-Straße 5), ehem. Schülerheim (Friedrich-PaulsenStraße 6), Lehrerwohnhaus (Friedrich-Paulsen-Straße 8), Parkanlage | Fotos hochladen                  |
| 35364          | Hauptstraße 108, Deichstraße 1 (54° 46′ 54″ N, 8° 49′ 18″ O)                             | ehem. Central-Hotel, heute Naturkundemuseum Niebüll | ehem. Central-Hotel; 1898, Architekt Heinrich Schmicker; Ensemble bestehend aus Hotelgebäude, zweigeschossiger Backsteinbau unter Satteldach mit übergiebeltem Mittelrisalit, und Ausspann, eingeschossiger Backsteinbau unter Satteldach, die durch einen niedrigen Zwischenbau verbunden sind - Begründung: geschichtlich, städtebaulich - Schutzumfang: ehem. Central-Hotel (Hauptstraße 108), ehem. Ausspann (Deichstraße 1) | Fotos hochladen                  |
| 35501          | Kirchenstraße 6, Kirchenstraße (54° 47′ 23″ N, 8° 49′ 49″ O)                             | Christuskirche                                      | Christuskirche; Ensemble bestehend aus der Backsteinsaalkirche von 1728/29 mit Ausstattung und Glockenhaus von 1881, dem Kirchhof mit Lindenkranz, Feldsteinmauer und Torbauten, der Skulptur „Mutter“ des Bildhauers Walter Rössler sowie dem Pastorat von 1846, einem eingeschossigen reetgedeckten Backsteinbau - Begründung: geschichtlich, künstlerisch, städtebaulich, Kulturlandschaft prägend - Schutzumfang: Christuskirche mit Ausstattung, Glockenhaus, Grabmal Iversen; Kirchhof mit Skulptur „Mutter“, Südertor, Nordertor, Lindenkranz, Feldsteinböschungsmauer (Kirchenstraße); Pastorat (Kirchenstraße 6)                                          | Fotos hochladen                  |
| 35542          | Marktstraße 14 (54° 47′ 4″ N, 8° 49′ 19″ O)                                              | Alwin-Lensch-Schule                                 | Alwin-Lensch-Schule; 1950 u. 1958; ehem. Volksschule, Ensemble bestehend aus mehrgeschossigem winkligen Schulgebäude unter Walmdach mit Dachreiter und jüngerer nördlicher Turnhalle sowie eingeschossigem zeitgleichen ehem. Bibliotheksgebäude, alle Gebäude mit Backsteinfassaden in reduzierter Gliederung und kontrastierenden Kunststeinrahmungen, zwischen den beiden Trakten niedrige Schulhofmauer, zwischen Hauptflügel der Schule und Turnhalle begrünte Freifläche - Begründung: geschichtlich, städtebaulich - Schutzumfang: Schulgebäude, ehem. Bücherei, Schulhofmauer, Freifläche                                                                  | BW                               |

## Mehrheit von baulichen Anlagen
| Objekt-ID | Lage                                                   | Offizielle Bezeichnung       | Beschreibung | Bild |
| --------- | ------------------------------------------------------ | ---------------------------- | --- | ---- |
| 51271     | Gather Landstraße 15, 17 (54° 47′ 27″ N, 8° 49′ 50″ O) | Wohnhäuser Gather Landstraße | Wohnhäuser Gather Landstraße; 1927-1928; Ensemble bestehend aus zwei eingeschossigen Backsteingebäuden der Heimatschutzarchitektur, trauf- und giebelständig, unter pfannendeckten Sattel- bzw. Walmdächern - Begründung: geschichtlich, städtebaulich - Schutzumfang: Wohnhäuser Gather Landstraße 15, 17         | BW   |
| 51270     | Hungerfennenweg 3, 5 (54° 47′ 23″ N, 8° 49′ 30″ O)     | Wohnhäuser Hungerfennenweg   | Wohnhäuser Hungerfennenweg; ca. 1925; Ensemble aus zwei traufständigen, eingeschossigen Backsteinbauten unter Satteldächern, Fronten durch Erker, Backsteinfriese und Stegrustika aufgelockert; Vorgärten - Begründung: geschichtlich, städtebaulich - Schutzumfang: Wohnhäuser mit Vorgärten Hungerfennenweg 3, 5 | BW   |

## Bauliche Anlagen
| Objekt-ID      | Lage                                                     | Offizielle Bezeichnung                                   | Beschreibung | Bild                             |
| -------------- | -------------------------------------------------------- | -------------------------------------------------------- | --- | -------------------------------- |
| 6106           | Am Rollwagenzug 5 (54° 49′ 1″ N, 8° 47′ 15″ O)           | Bauernhaus                                               | Bauernhaus; 2. Hälfte 19. Jh.; eingeschossiger Halbwalmdachbau mit Backengiebel, Ziegelfassade und Reetdeckung - Begründung: geschichtlich, Kulturlandschaft prägend - Schutzumfang: gesamtes Objekt - Denkmaltyp: Bauliche Anlage, Sachgesamtheit: Bauernhof | BW                               |
| 2718           | Bahnhofstraße 10 (54° 47′ 22″ N, 8° 50′ 2″ O)            | Postamt                                                  | Postamt; 1930; zweigeschossiger, langgestreckter Backsteinbau unter Satteldach, Erdgeschoss durch Rustizierung, Fenster mit dreieckigen Abschlüssen und Kunstkeramik betont - Begründung: geschichtlich, städtebaulich - Schutzumfang: gesamtes Objekt - Denkmaltyp: Bauliche Anlage | BW                               |
| 692            | Bahnhofstraße (54° 47′ 22″ N, 8° 50′ 4″ O)               | Bahnhofsgebäude                                          | Bahnhofsgebäude; 1887; zweigeschossiger roter Backsteinbau mit Mittelrisalit unter Satteldach, Fassade mit gelben Ziersteinen und Rundbogenfenstern, niedrigerer Anbau im Norden mit gleicher Fassadengestaltung im Erdgeschoss. - Begründung: geschichtlich, städtebaulich - Schutzumfang: gesamtes Objekt - Denkmaltyp: Bauliche Anlage, Sachgesamtheit: Bahnhof Niebüll | BW                               |
| 22031          | Bahnhofstraße (54° 47′ 27″ N, 8° 50′ 4″ O)               | Stellwerk Nf                                             | Stellwerk Nf; 1926; zweigeschossiger Backsteinbau unter Walmdach mit Eckerker, mechanisches Fahrdienstleiterstellwerk (Einheitsstellwerk) der Firma Weinitschke - Begründung: geschichtlich, städtebaulich, technisch - Schutzumfang: gesamtes Objekt - Denkmaltyp: Bauliche Anlage, Sachgesamtheit: Bahnhof Niebüll | BW                               |
| 28819          | Bahnhofstraße (54° 47′ 7″ N, 8° 50′ 5″ O)                | Stellwerk Ns                                             | Stellwerk Ns; 1926; zweigeschossiger länglicher Backsteinbau unter Walmdach, mechanisches Wärterstellwerk, Bauart Weinitschke - Begründung: geschichtlich, städtebaulich, technisch - Schutzumfang: gesamtes Objekt - Denkmaltyp: Bauliche Anlage, Sachgesamtheit: Bahnhof Niebüll | BW                               |
| 701            | Böhmestraße 2 (54° 47′ 12″ N, 8° 49′ 46″ O)              | Kate                                                     | Kate; ca. 1880; eingeschossiger, traufständiger Backsteinbau unter Reetdach, in der Mittelachse segmentbogenförmiger Eingang, darüber Giebel mit Heuluke - Begründung: geschichtlich, städtebaulich, Kulturlandschaft prägend - Schutzumfang: gesamtes Objekt - Denkmaltyp: Bauliche Anlage | BW                               |
| 35341          | Böhmestraße 15 (54° 47′ 14″ N, 8° 49′ 34″ O)             | Wohnhaus                                                 | Wohnhaus; 1952–55, Architekt Peter Meyland; eingeschossiger Backsteinbau, traufständig Walmdach, symmetrische Fassadengliederung durch akzentuierte Backsteindetails um Mitteleingang und Fenster - Begründung: geschichtlich, städtebaulich - Schutzumfang: Wohnhaus, Vorgarten - Denkmaltyp: Bauliche Anlage | BW                               |
| 711            | Böhmestraße 18 (54° 47′ 15″ N, 8° 49′ 33″ O)             | ehem. Katasteramt                                        | ehem. Katasteramt; 1929, Regierungsbaurat Wilhelm Penners; zweigeschossiger, breitgelagerter Backsteinbau unter Walmdach, mittig überhöhter Treppenhausrisalit, Fassade mit Stegrustika an den Gebäudekanten und Trauffries - Begründung: geschichtlich, städtebaulich - Schutzumfang: gesamtes Objekt - Denkmaltyp: Bauliche Anlage | BW                               |
| 721            | Deezbüll Deich 8 (54° 46′ 33″ N, 8° 48′ 47″ O)           | Uthländisches Haus                                       | Uthländisches Haus; wohl Mitte 19. Jh.; eingeschossiger Backsteinbau unter reetgedecktem Schopfwalmdach, ehem. Stallteil mit halbrunden Metallfenstern, Heuluke und rundbogiger Tür - Begründung: geschichtlich, Kulturlandschaft prägend - Schutzumfang: gesamtes Objekt - Denkmaltyp: Bauliche Anlage | BW                               |
| 35354          | Deezbüll Deich 9 - 11 (54° 46′ 33″ N, 8° 48′ 51″ O)      | Bauernhaus                                               | Bauernhaus; im Kern Mitte 19. Jh.; eingeschossiger, langgestreckter Backsteinbau unter reetgedecktem Walmdach, zwei Eingänge unter Zwerchhäusern mit Backengiebel und Heuluken - Begründung: geschichtlich, Kulturlandschaft prägend - Schutzumfang: gesamtes Objekt - Denkmaltyp: Bauliche Anlage | BW                               |
| 35356          | Deezbüll Deich 24 (54° 46′ 23″ N, 8° 48′ 39″ O)          | Friesenhaus                                              | Friesenhaus; wohl 1764; eingeschossiger Backsteinbau unter reetgedecktem, höhengestaffeltem Walmdach, mittig Zwerchhaus mit Backengiebel und Mauerankern mit Jahreszahl - Begründung: geschichtlich, Kulturlandschaft prägend - Schutzumfang: gesamtes Objekt - Denkmaltyp: Bauliche Anlage | BW                               |
| 713            | Deezbüller Straße 2 (54° 46′ 54″ N, 8° 49′ 17″ O)        | Wohn- und Geschäftshaus                                  | Wohn- und Geschäftshaus; 1900; zweigeschossiger Backsteinbau unter schiefergedecktem Mansard-Flachdach, Fassade durch Putzgesimse und -rustizierung akzentuiert, in der Mittelachse turmartiger Kastenerker - Begründung: geschichtlich, städtebaulich - Schutzumfang: gesamtes Objekt - Denkmaltyp: Bauliche Anlage | BW                               |
| 35360          | Deezbüller Straße 29 (54° 46′ 44″ N, 8° 49′ 6″ O)        | Wohnhaus                                                 | Wohnhaus; um 1900; eingeschossiger, traufständiger Backsteinbau unter schiefergedecktem Schopfwalmdach, leicht aus der Mittelachse verschobener, übergiebelter Risalit mit ornamental geschnitzter Verbretterung - Begründung: geschichtlich, städtebaulich - Schutzumfang: gesamtes Objekt - Denkmaltyp: Bauliche Anlage | BW                               |
| 9014           | Deezbüller Straße 63 (54° 46′ 38″ N, 8° 48′ 51″ O)       | Kate                                                     | Kate; wohl Mitte 19. Jh.; eingeschossiger Backsteinbau unter reetgedecktem Walmdach, Fassade mit Mauerankern, halbrunden Eisenfenstern im Stallteil und scheitrechten Fenstern im Wohnteil; Außenanlage mit Traufpflaster und Bäumen - Begründung: geschichtlich, Kulturlandschaft prägend - Schutzumfang: Kate, Außenanlagen - Denkmaltyp: Bauliche Anlage | BW                               |
| 691 Wikidata   | Deezbüller Straße (54° 46′ 40″ N, 8° 48′ 53″ O)          | Apostelkirche Deezbüll mit Ausstattung                   | Apostelkirche Deezbüll mit Ausstattung; im Kern 13. Jahrhundert, 1751 erweitert, Turm 1964; Saalbau mit rechteckigem Chorschluss aus Backstein unter pfannengedecktem Satteldach, übergiebeltes Vorhaus an der Südseite; diverse Ausstattungsstücke des 13. bis 19. Jh.; drei Grabplatten in den Außenmauern der Kirche - Begründung: geschichtlich, künstlerisch, städtebaulich - Schutzumfang: Apostelkirche Deezbüll mit Ausstattung, Grabplatten - Denkmaltyp: Bauliche Anlage, Sachgesamtheit: Apostelkirche Deezbüll | weitere Fotos \| Fotos hochladen |
| 35357          | Deezbüller Straße (54° 46′ 39″ N, 8° 48′ 54″ O)          | Grabmal Carl Ludwig Jessen                               | Grabmal Carl Ludwig Jessen; wohl 1917; spitzzulaufende Granitstele mit Kreuzabschluss, flankiert von zwei Ziervasen auf länglichem Sockel, auf der Stele zwei Bronzereliefs: Porträt des Künstlers und Wappen - Begründung: geschichtlich, künstlerisch - Schutzumfang: gesamtes Objekt - Denkmaltyp: Bauliche Anlage, Sachgesamtheit: Apostelkirche Deezbüll | BW                               |
| 35372 Wikidata | Deichstraße 4 (54° 46′ 57″ N, 8° 49′ 15″ O)              | Ehemaliges Bauernhaus                                    | ehem. Bauernhaus; im Kern von 1624, Ökonomieteil wohl 2. Hälfte 19. Jh., Risalit Ende 19. Jh.; eingeschossiger Halbwalmdachbau mit Giebelrisalit und hakenförmig angesetztem Ökonomieteil, mit Reetdach und Ziegelfassade, im Inneren Zubehör - Begründung: geschichtlich, städtebaulich - Schutzumfang: gesamtes Objekt - Denkmaltyp: Bauliche Anlage | BW                               |
| 1648 Wikidata  | Friedrich-Paulsen-Straße 5 (54° 47′ 14″ N, 8° 49′ 25″ O) | Friedrich-Paulsen-Gymnasium                              | Benannt ist die Schule nach dem Professor der Philosophie und Pädagogik Friedrich Paulsen (1846–1908). Im Jahr 1925 wurde sie zunächst als Deutsche Oberschule in Aufbauform in Niebüll gegründet. Friedrich-Paulsen-Gymnasium; 1923–25, Architekt Hubert Lütcke; in den 1950er Jahren erweitert; backsteinerne, zweigeschossige Dreiflügelanlage unter Walmdach, Mitteltrakt mit Dachreiter, Osttrakt mit eingeschossigen Anbauten, Westtrakt mit eingeschossigem Turnhallenanbau und Schweifgiebel; im Inneren die bauzeitliche Ausstattung und die Möblierung des Direktorenzimmers erhalten - Begründung: geschichtlich, künstlerisch, städtebaulich - Schutzumfang: Friedrich-Paulsen-Gymnasium, Ausstattung Direktorenzimmer - Denkmaltyp: Bauliche Anlage, Sachgesamtheit: Friedrich-Paulsen-Gymnasium | Fotos hochladen                  |
| 27967 Wikidata | Friedrich-Paulsen-Straße 6 (54° 47′ 16″ N, 8° 49′ 24″ O) | ehem. Schülerheim                                        | ehem. Schülerheim; 1930, Architekt Hubert Lütcke; dreigeschossiger, breitgelagerter Backsteinbau unter Walmdach, Fassade mit Lisenengliederung, Nordseite mit Risalit und rundbogiger Vorhalle - Begründung: geschichtlich, künstlerisch, städtebaulich - Schutzumfang: gesamtes Objekt - Denkmaltyp: Bauliche Anlage, Sachgesamtheit: Friedrich-Paulsen-Gymnasium | BW                               |
| 698            | Friesische Straße 10 - 12 (54° 47′ 25″ N, 8° 49′ 48″ O)  | Uthländisches Haus                                       | Uthländisches Haus; 1834; langgestreckter, eingeschossiger Backsteinbau, traufständig, unter reetgedecktem Schopfwalmdach, Mittelachse durch Zwerchhaus über dem Eingang betont - Begründung: geschichtlich, städtebaulich - Schutzumfang: gesamtes Objekt - Denkmaltyp: Bauliche Anlage | BW                               |
| 35392          | Gather Landstraße 17 (54° 47′ 27″ N, 8° 49′ 51″ O)       | Wohnhaus                                                 | Wohnhaus; 1927, Architekt Friedrich Ströh; eingeschossiger, giebelständiger Backsteinbau mit Zierfriesen unter Satteldach, Querhaus mit Hauseingang unter Walmdach, an der Front polygonaler Standerker mit gedrechselten Holzsäulen - Begründung: geschichtlich, städtebaulich - Schutzumfang: gesamtes Objekt - Denkmaltyp: Bauliche Anlage, Mehrheit von baulichen Anlagen: Wohnhäuser Gather Landstraße | BW                               |
| 35394          | Gather Landstraße 25 (54° 47′ 28″ N, 8° 49′ 56″ O)       | Wohn- und Geschäftshaus                                  | Wohn- und Geschäftshaus; 1932, Architekt Peter Meyland; Backsteinbau mit rustiziertem Mauerwerk auf spitz zulaufendem Kreuzungsgrundstück, zwei Mansarddachflügel münden in einen zweigeschossigen trapezförmigen Kopfbau mit Ladeneingangsportal - Begründung: geschichtlich, künstlerisch, städtebaulich - Schutzumfang: gesamtes Objekt - Denkmaltyp: Bauliche Anlage | BW                               |
| 35750 Wikidata | Gather Landstraße 75 (54° 47′ 33″ N, 8° 50′ 35″ O)       | Ehemaliges Kreiskrankenhaus mit ehemaligem Ärztewohnhaus | ehem. Kreiskrankenhaus mit Ärztewohnhaus; 1929; dreigeschossiger Walmdachbau mit zweigeschossigen Flügelbauten und rückwärtigen Risaliten, im Nordwesten hakenförmig angesetztes Ärztewohnhaus, Ziegelfassaden mit reduzierter expressionistischer Gliederung - Begründung: geschichtlich, städtebaulich - Schutzumfang: gesamtes Objekt - Denkmaltyp: Bauliche Anlage | BW                               |
| 35405          | Gotteskoogstraße 18 (54° 47′ 31″ N, 8° 49′ 51″ O)        | Wohnhaus                                                 | Wohnhaus; um 1930; eingeschossiger, giebelständiger Backsteinbau mit Zierfriesen unter Satteldach, Front mit halbrundem Standerker, Westseite mit Zwerchhaus mit Stufengiebel, Ostseite mit übergiebeltem Risalit; straßenseitige Einfriedungsmauer - Begründung: geschichtlich, städtebaulich - Schutzumfang: Wohnhaus, Einfriedung - Denkmaltyp: Bauliche Anlage | BW                               |
| 35412          | Gotteskoogstraße 21 (54° 47′ 31″ N, 8° 49′ 47″ O)        | Wohnhaus                                                 | Wohnhaus; um 1930; eingeschossiger, giebelständiger Backsteinbau mit Zierfriesen unter Satteldach, Mittelachse der Westfassade durch Zwerchhaus mit Prismenfenster und halbrundem Standerker betont - Begründung: geschichtlich, städtebaulich - Schutzumfang: Wohnhaus, Einfriedung - Denkmaltyp: Bauliche Anlage | BW                               |
| 694            | Gotteskoogstraße 22 (54° 47′ 32″ N, 8° 49′ 49″ O)        | ehem. Landwirtschaftsschule                              | ehem. Landwirtschaftsschule; 1922; eingeschossiger Backsteinbau unter ausgebautem Schopfwalmdach, Mittelachse durch Zwerchhaus mit Stufengiebel und rundbogigem Portal ausgezeichnet - Begründung: geschichtlich, städtebaulich - Schutzumfang: ehem. Landwirtschaftsschule, Hausgarten - Denkmaltyp: Bauliche Anlage | BW                               |
| 35418          | Hauptstraße 1 (54° 47′ 26″ N, 8° 49′ 40″ O)              | Wohnhaus                                                 | Wohnhaus; im Kern um 1895, mehrfach umgestaltet; eingeschossiger Backsteinbau unter Schopfwalmdach auf hohem Putzsockel, mittiges Zwerchhaus, jüngere aufwändige Portalgestaltung mit Ädikulamotiv - Begründung: geschichtlich, städtebaulich - Schutzumfang: gesamtes Objekt - Denkmaltyp: Bauliche Anlage | BW                               |
| 5159 Wikidata  | Hauptstraße 41 a (54° 47′ 12″ N, 8° 49′ 40″ O)           | Uthländisches Haus                                       | Uthlandfriesisches Haus; wohl 18. Jh.; eingeschossiger Backsteinbau unter Reetdach mit Zwerchhaus über dem Hauseingang, Giebelseite mit Heuluke und ehem. Stalltür; Garten mit Traufpflaster - Begründung: geschichtlich, städtebaulich - Schutzumfang: Uthländisches Haus, Garten - Denkmaltyp: Bauliche Anlage | Fotos hochladen                  |
| 708            | Hauptstraße 46 (54° 47′ 9″ N, 8° 49′ 36″ O)              | ehem. Hotel „Bökingharder Hof“                           | ehem. Hotel „Bökingharder Hof“, heute Stadtbücherei; 1890; eingeschossiger, traufständiger Backsteinbau unter Walmdach mit zwei zweigeschossigen Seitenrisaliten, Fassaden durch Putzzier im Renaissancestil gestaltet - Begründung: geschichtlich, städtebaulich - Schutzumfang: gesamtes Objekt - Denkmaltyp: Bauliche Anlage | Fotos hochladen                  |
| 697 Wikidata   | Rathausplatz 2 (54° 47′ 9″ N, 8° 49′ 40″ O)              | Altes Rathaus (Richard Haizmann Museum)                  | Alteintragung (Aktualisierung vorgesehen) - Begründung: geschichtlich, städtebaulich - Schutzumfang: Alteintragung (Aktualisierung vorgesehen) - Denkmaltyp: Bauliche Anlage | Fotos hochladen                  |
| 715            | Hauptstraße 49a (54° 47′ 9″ N, 8° 49′ 38″ O)             | Wohn- und Geschäftshaus Jacobi                           | Wohn- und Geschäftshaus Jacobi; um 1925; zweigeschossiger Backsteinbau in Ecklage, Nordecke durch zusätzliches Halbgeschoss und Eingangsportal betont, Satteldach mit abgeflachter Ecke, Gliederung durch horizontale Ziegelbänder, Dreieckserker und kolossale Pilaster - Begründung: geschichtlich, städtebaulich - Schutzumfang: gesamtes Objekt - Denkmaltyp: Bauliche Anlage | BW                               |
| 35363          | Hauptstraße 108 (54° 46′ 54″ N, 8° 49′ 19″ O)            | ehemaliges Central-Hotel                                 | ehem. Central-Hotel; 1898, Architekt Heinrich Schmicker; zweigeschossiger Backsteinbau unter schiefergedecktem Satteldach mit übergiebeltem Mittelrisalit, Fassade durch Lisenen und Friese gegliedert - Begründung: geschichtlich, städtebaulich - Schutzumfang: gesamtes Objekt - Denkmaltyp: Bauliche Anlage, Sachgesamtheit: ehem. Central-Hotel | Fotos hochladen                  |
| 1896 Wikidata  | Kirchenstraße 6 (54° 47′ 24″ N, 8° 49′ 46″ O)            | Pastorat                                                 | Pastorat; 1846; eingeschossiger, traufständiger Backsteinbau unter reetgedecktem Halbwalmdach, breites Zwerchhaus über dem Eingang, gleichmäßig gereihte scheitrechte Sprossenfenster, schmiedeeiserne Maueranker - Begründung: geschichtlich, städtebaulich - Schutzumfang: gesamtes Objekt - Denkmaltyp: Bauliche Anlage, Sachgesamtheit: Christuskirche | BW                               |
| 4109 Wikidata  | Kirchenstraße (54° 47′ 23″ N, 8° 49′ 50″ O)              | Christuskirche mit Ausstattung                           | Christuskirche mit Ausstattung; 1728/29; Saalbau aus Backstein mit gerade geschlossenem Chor unter Satteldach, Ost- und Westwand mit Vorsatzgiebel, der westliche mit Dachreiter; Ausstattungsstücke des 12./13. Jh. bis 18. Jh.; im ehem. Nordportal Grabmal von 1694; freistehendes hölzernes Glockenhaus von 1881 - Begründung: geschichtlich, künstlerisch, städtebaulich - Schutzumfang: Christuskirche mit Ausstattung, Glockenhaus, Grabmal Iversen - Denkmaltyp: Bauliche Anlage, Sachgesamtheit: Christuskirche | weitere Fotos \| Fotos hochladen |
| 35513          | Kirchenstraße (54° 47′ 23″ N, 8° 49′ 51″ O)              | Skulptur „Mutter“                                        | Skulptur „Mutter“; 1960, Walter Rössler; Denkmal für die Gefallenen des Zweiten Weltkrieges, Kalksteinskulptur einer verschleierten, stehenden Frauenfigur mit gefalteten Händen und geneigtem Haupt - Begründung: geschichtlich, künstlerisch - Schutzumfang: gesamtes Objekt - Denkmaltyp: Bauliche Anlage, Sachgesamtheit: Christuskirche | BW                               |
| 35529          | Klanxbüller Straße 12 (54° 48′ 17″ N, 8° 49′ 10″ O)      | Bauernhaus                                               | Bauernhaus; 19. Jh.; eingeschossiger Backsteinbau unter Reetgedecktem Halbwalmdach, Backgengiebel über dem Eingang, Segmentbogenfenster im Wohnteil und Lohtor, Stalltür und Gusseisenfenstern im Ökonomieteil - Begründung: geschichtlich, Kulturlandschaft prägend - Schutzumfang: gesamtes Objekt - Denkmaltyp: Bauliche Anlage | BW                               |
| 8451           | Kornkoogsweg 6a (54° 47′ 7″ N, 8° 49′ 40″ O)             | Wohnhaus                                                 | Wohnhaus; 19. Jh.; langgestreckter eingeschossiger Backsteinbau unter reetgedecktem Halbwalmdach, an der Südseite Zwerchgiebel über dem Eingang, Fassade durch scheitrechte Fenster und Maueranker bestimmt - Begründung: geschichtlich, städtebaulich - Schutzumfang: gesamtes Objekt - Denkmaltyp: Bauliche Anlage | BW                               |
| 695            | Küsterweg 5 (54° 46′ 41″ N, 8° 49′ 0″ O)                 | Uthländisches Haus                                       | Uthländisches Haus; 1870; eingeschossiger, traufständiger Backsteinbau unter reetgedecktem Halbwalmdach, mittiger Giebelrisalit mit Rundfenster, Fassade mit Mauerankern - Begründung: geschichtlich, städtebaulich - Schutzumfang: gesamtes Objekt - Denkmaltyp: Bauliche Anlage | BW                               |
| 10029          | Küsterweg 11 (54° 46′ 39″ N, 8° 48′ 57″ O)               | Kate                                                     | Kate; wohl Mitte 19. Jh.; eingeschossiger Backsteinbau unter reetgedecktem Walmdach mit südwestlichem Anbau, Reetdach über Wohnteil steiler gestaltet, über dem Eingang Heuluke; an der Nord- und Westseite Pflasterung - Begründung: geschichtlich, städtebaulich - Schutzumfang: Kate, Pflasterung - Denkmaltyp: Bauliche Anlage | BW                               |
| 709            | Lorenz-Jannsen-Straße 3 (54° 47′ 27″ N, 8° 49′ 34″ O)    | Uthländisches Haus                                       | Uthländisches Haus; ehem. Dänisches Pastorat; wohl um 1800; eingeschossiger, traufständiger Backsteinbau unter reetgedecktem Halbwalmdach, über dem Eingang Zwerchhaus mit Backengiebel - Begründung: geschichtlich, städtebaulich - Schutzumfang: gesamtes Objekt - Denkmaltyp: Bauliche Anlage | BW                               |
| 35543          | Marktstraße 14 (54° 47′ 5″ N, 8° 49′ 19″ O)              | Schulgebäude                                             | Schulgebäude; 1950 u. 1958; ehem. Volksschule, winklige Zweiflügelanlage mit Kopfbauten unter Walmdach, Backsteinfassaden mit Kunststeindetails, Hauptbau dreigeschossig mit Dachreiter, Westflügel zweigeschossig, nördlich jüngere Turnhalle mit Verbindungsgang - Begründung: geschichtlich, städtebaulich - Schutzumfang: gesamtes Objekt - Denkmaltyp: Bauliche Anlage, Sachgesamtheit: Alwin-Lensch-Schule | BW                               |
| 35547          | Marktstraße 21 (54° 47′ 9″ N, 8° 49′ 29″ O)              | Kath. Kirche St. Gertrud mit Ausstattung                 | Kath. St. Gertrud Kirche mit Ausstattung; 1963/64; Architekt Anton Johannsen; auf gestrecktem sechseckigen Grundriss errichtete ziegelsichtige Hallenkirche als Beton-Gelenkbinder-Konstruktion unter Satteldach mit spitzem Dachreiter - Schutzumfang: Kath. Kirche St. Gertrud mit Ausstattung - Begründung: Geschichtlich, Künstlerisch | BW                               |
| 35560          | Mühlenstraße 5 (54° 47′ 1″ N, 8° 49′ 21″ O)              | Wohnhaus                                                 | Wohnhaus; ca. 2. Viertel 20. Jh.; eingeschossiger Backsteinbau in Ecklage unter Satteldach mit angeschlossener Garage, Runderker an der Ostseite, Eingang mittig an der Nordseite; Garten mit Einfriedung - Begründung: geschichtlich, städtebaulich - Schutzumfang: Wohnhaus, Garten, Einfriedung - Denkmaltyp: Bauliche Anlage | BW                               |
| 35582          | Osterweg 38 (54° 47′ 4″ N, 8° 49′ 38″ O)                 | Uthländisches Haus                                       | Uthländisches Haus; wohl 1. H. 19. Jh.; eingeschossiger Backsteinbau unter reetgedecktem Halbwalmdach, über den Eingängen beider Längsseiten Zwerchgiebel mit Backen; Gartengrundstück - Begründung: geschichtlich, städtebaulich - Schutzumfang: Uthländisches Haus, Garten - Denkmaltyp: Bauliche Anlage | BW                               |
| 35586          | Osterweg 67 (54° 46′ 54″ N, 8° 49′ 33″ O)                | Dänische Schule                                          | Dänische Schule; 1950–51; eingeschossige Dreiflügelanlage aus Backstein unter Satteldach, Westflügel mit mittlerem Zwerchhaus, Ostseite des Mitteltrakts mit expressionistischer Breitgaube gestaltet, Nordflügel zweigeschossige Turnhalle unter Walmdach - Begründung: geschichtlich, städtebaulich - Schutzumfang: gesamtes Objekt - Denkmaltyp: Bauliche Anlage | BW                               |
| 696 Wikidata   | Osterweg 76 (54° 46′ 48″ N, 8° 49′ 20″ O)                | Uthländisches Haus                                       | Alteintragung (Aktualisierung vorgesehen) - Begründung: geschichtlich, städtebaulich - Schutzumfang: Alteintragung (Aktualisierung vorgesehen) - Denkmaltyp: Bauliche Anlage | Fotos hochladen                  |
| 6097           | Süder Gath 1 (54° 47′ 31″ N, 8° 50′ 46″ O)               | Uthländisches Haus                                       | Uthländisches Haus; Ende 19. Jh.; eingeschossiger Backsteinbau über L-förmigem Grundriss, reetgedecktes Halbwalmdach, Südfassade mit Zwerchhaus über dem Eingang - Begründung: geschichtlich, städtebaulich - Schutzumfang: gesamtes Objekt - Denkmaltyp: Bauliche Anlage | BW                               |
| 6103           | Südergotteskoogweg 4 (54° 48′ 23″ N, 8° 46′ 2″ O)        | Geesthardenhaus                                          | Geesthardenhaus; im Kern vermutlich 19. Jh., Umbau 1913; langgestreckter eingeschossiger Backsteinbau unter reetgedecktem Halbwalmdach, Südfassade mit Backengiebel über dem Eingang, Segmentbogenfenster im Wohnteil, Lohtor und Holztür im Stallteil - Begründung: geschichtlich, Kulturlandschaft prägend - Schutzumfang: gesamtes Objekt - Denkmaltyp: Bauliche Anlage | BW                               |
| 35725          | Westersteig 30 (54° 47′ 2″ N, 8° 49′ 25″ O)              | sog. Villa Lene                                          | sog. Villa Lene; 1908; eingeschossiger Backsteinbau unter schiefergedecktem Schopfwalmdach, an der Front zweigeschossiger Mittelrisalit mit Schweifgiebel, südlich Eingangsvorbau mit Altan, Putzzier mit Jugendstilornamenten - Begründung: geschichtlich, städtebaulich - Schutzumfang: gesamtes Objekt - Denkmaltyp: Bauliche Anlage | BW                               |

## Gründenkmale
| Objekt-ID      | Lage                                            | Offizielle Bezeichnung | Beschreibung | Bild            |
| -------------- | ----------------------------------------------- | ---------------------- | --- | --------------- |
| 1458 Wikidata  | Deezbüller Straße (54° 46′ 40″ N, 8° 48′ 54″ O) | Kirchhof               | Kirchhof; begrünter Kirchhof von unregelmäßigem Zuschnitt, eingefasst von Feldsteinböschungsmauer, an der Ostseite schmiedeeiserne Friedhofspforte - Begründung: geschichtlich, städtebaulich, Kulturlandschaft prägend - Schutzumfang: Kirchhof, Feldsteinböschungsmauer, Friedhofspforte - Denkmaltyp: Gründenkmal, Sachgesamtheit: Apostelkirche Deezbüll                                                           | BW              |
| 19350 Wikidata | Kirchenstraße (54° 47′ 23″ N, 8° 49′ 50″ O)     | Kirchhof               | Kirchhof; quadratischer Kirchhof, der im Norden und Osten von einem Lindenkranz und einer Feldsteinböschungsmauer eingefasst wird; zwei backsteinerne Torbauten an Nord- und Südseite - Begründung: geschichtlich, künstlerisch, städtebaulich, Kulturlandschaft prägend - Schutzumfang: Kirchhof, Südertor, Nordertor, Lindenkranz, Feldsteinböschungsmauer - Denkmaltyp: Gründenkmal, Sachgesamtheit: Christuskirche | Fotos hochladen |

## Ehemalige Kulturdenkmale
| Objekt-ID      | Lage                                          | Offizielle Bezeichnung | Beschreibung | Bild |
| -------------- | --------------------------------------------- | ---------------------- | --- | ---- |
| 30212 Wikidata | Kirchenstraße 4 (54° 47′ 23″ N, 8° 49′ 50″ O) | Friesenhaus            | Baufälliges Friesenhaus wurde aus dem Denkmalschutz genommen und dann ohne Berücksichtigung des Denkmalschutzes renoviert. | BW   |

## Quelle
- Liste der Kulturdenkmale in Schleswig-Holstein – Kreis Nordfriesland (PDF)

- Karte mit allen Koordinaten:
- OSM |
- WikiMap